# Torre di San Martín
La Torre di San Martín è una torre medievale che si trova a Teruel nella comunità autonoma d'Aragona.
Costruita in stile mudéjar aragonese tra il 1315 e il 1316 e ristrutturata nel XVI secolo, nel 1986 è stata inserita tra i patrimoni dell'umanità dell'UNESCO insieme ad altre architetture mudéjar di Teruel.
La torre è una torre-porta attraversata da una strada che passa sotto un arco ogivale ed è decorata con vetrine e segue lo schema dei minareti almohadi, con due torri quadrate concentriche tra le quali si trovano le scale. 
Nel 1550 la parte inferiore della torre è stata restaurata a causa dell'erosione causata dall'umidità.